# Jerzy Petersburski
Jerzy Petersburski (Varsavia, 20 aprile 1895 – Varsavia, 7 ottobre 1979) è stato un compositore polacco d'origine ebraica, autore tra l'altro delle celebri To ostatnia niedziela e Tango milonga.

## Biografia
Discendeva da parte materna da una nota famiglia di musicisti ebrei varsaviani, i Melodyst, ai quali si deve lo sviluppo della musica klezmer, popolare e jazz in Polonia. Con il cugino Artur Gold fondò un'orchestra nel 1926.
Intraprese lo studio del pianoforte all'età di quattro anni; fino al 1915 frequentò le lezioni di Aleksander Michałowski al conservatorio di Varsavia, poi dal 1920 a Vienna dove il suo talento fu notato da Emmerich Kálmán. Iniziò quindi ad accompagnare le esibizioni di Aleksandr Vertinskij e acquistò notorietà collaborando con i teatri e i cabaret di Varsavia.

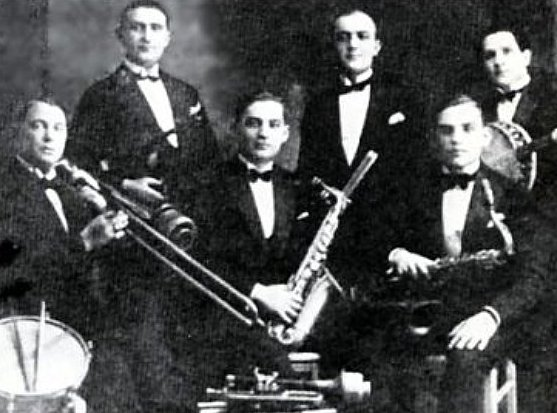
L'orchestra di Artur Gold e Jerzy Petersburski (al centro) negli anni 1930

Fu autore della colonna sonora di molti film prodotti nel primo dopoguerra. Nel 1936 fu insignito della croce d'oro al merito. Nella seconda guerra mondiale fu impiegato in Unione Sovietica, da dove fu dislocato poi in Medio Oriente al seguito dell'Armata Anders e, dal Cairo, condusse trasmissioni radio per i soldati polacchi. Negli anni 1947-1967 fu attivo in Sudamerica (Argentina, dove risiedeva, Brasile, Venezuela) e collaborò con Astor Piazzolla, per tornare infine in Polonia.
Fu sposato tre volte: con Maria Milstein (morta nel 1920), dalla quale ebbe le figlie Halina e Stanislawa; con Maria Minkowska (morta nel 1967 a Buenos Aires) e con la cantante Sylwia Klejdysz, che nel 1969 diede alla luce il figlio Jerzy jr.
È sepolto nel cimitero Powązki a Varsavia.